# Karl Günther av Schwarzburg-Sondershausen

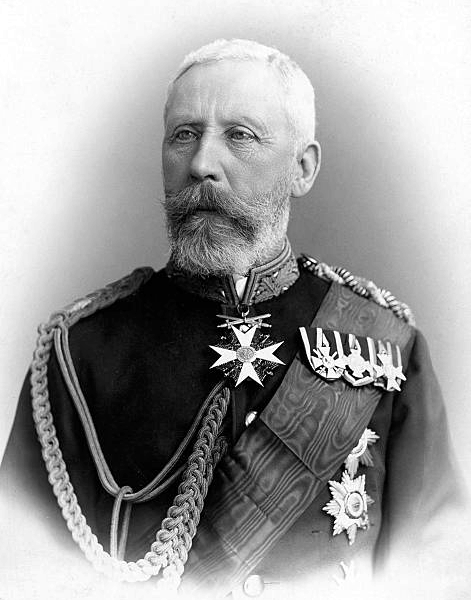
Karl Günther på ett fotografi från 1896.

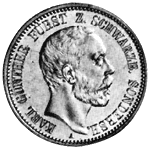
Furst Karl Günther på ett samtida mynt.

Karl Günther, född den 7 augusti 1830 i Arnstadt, död den 28 mars 1909 i Weißer Hirsch vid Dresden, var 1880 till 1909 regerande furste av Schwarzburg-Sondershausen. Han var son till furst Günther Fredrik Karl II och dennes första hustru, Marie av Schwarzburg-Rudolstadt (död 1833).
Karl Günther studerade som ung vid universitetet i Bonn och tog därefter tjänst i den preussiska armén där han uppnådde majors rang. Som sådan deltog han 1866 i fälttåget i Böhmen under det tyska enhetskriget.
Den 17 juli 1880 efterträdde Karl Günther sin far som regerande furste, detta sedan fadern abdikerat till följd av sin höga ålder och problem med synen.
Karl Günther var sedan den 12 juni 1869 gift med Marie av Sachsen-Altenburg (1845-1930), dotter till Eduard av Sachsen-Altenburg. Äktenskapet var dock barnlöst, och med Karl Günthers död 1909 utgick den Sonderhausenska grenen av huset Schwarzburg på svärdssidan. I enlighet med ett fördrag inom ätten från 1713 eftetträddes Karl Günther därvid av sin avlägsne släkting Günther av Schwarzburg-Rudolstadt, vilken regerade de båda furstendömena i personalunion fram till första världskrigets slut då samtliga de tyska monarkierna föll.